# Dniepr Smoleńsk
Dniepr Smoleńsk (ros. «Днепр» Смоленск, /ˈdnjɛpər smɐˈlʲɛnsk/) – rosyjski klub piłkarski z siedzibą w Smoleńsku, na zachodzie kraju.

## Historia
W 2004 roku, po rozwiązaniu klubu Kristałł Smoleńsk, powstał nowy klub: FK Smoleńsk (ros. ФК Смоленск) i rozpoczął rozgrywki w Lidze Amatorskiej.
Od 2005 klub występował w Drugiej Dywizji, grupie Zachodniej. Po zakończeniu sezonu 2007 klub zajął ostatnie 16. miejsce i w 2008 zmagał się w Lidze Amatorskiej. 24 lipca 2008 zmienił nazwę na Dniepr Smoleńsk. Od 2009 ponownie występował w Drugiej Dywizji, grupie Centralnej.
W latach 2016–2018 drużyna występowała pod nazwą CRFSO (ЦРФСО, «Центр развития футбола Смоленской области»). Przed sezonem 2018/19 przywrócono nazwę Dniepr. Na początku 2019 roku klub wycofał się z rozgrywek. 22 marca 2022 nastąpiła reaktywacja klubu.